# Saxetophilus
Saxetophilus är ett släkte av insekter. Saxetophilus ingår i familjen gräshoppor.
Kladogram enligt Catalogue of Life:
| Saxetophilus | \| \| Saxetophilus gansuensis \| \| \| \| \| \| Saxetophilus mistshenkoi \| \| \| \| \| \| Saxetophilus petulans \| \| \| \| |
|              | \| \| Saxetophilus gansuensis \| \| \| \| \| \| Saxetophilus mistshenkoi \| \| \| \| \| \| Saxetophilus petulans \| \| \| \| |
|              | Saxetophilus gansuensis |
|              | |
|              | Saxetophilus mistshenkoi |
|              | |
|              | Saxetophilus petulans |
|              | |